# Synaxis aurantiacaria
Synaxis aurantiacaria là một loài bướm đêm trong họ Geometridae.